# Ann Axelsson
Ann Elisabeth Axelsson, född 3 december 1956 i Ljungarum, Jönköping, är en svensk före detta friidrottare (häcklöpare). Hon tävlade för Hovslätts IK. Axelsson var med i friidrotts-EM 1982, där hon dock blev utslagen i semifinalen.